# Anfiteatro de San Pedro de la Paz
El Anfiteatro de San Pedro de la Paz o Anfiteatro San Pedro de la Paz es un pequeño anfiteatro al aire libre de estructura semicircular, con capacidad para 3000 personas sentadas, ubicado en la Villa San Pedro, que constituye el núcleo cívico de la comuna San Pedro de la Paz, perteneciente a la Provincia de Concepción, Chile.
Se sitúa detrás del Colegio Concepción de San Pedro, y en las faldas de los cerros pertenecientes a la Laguna Grande. Por ser al aire libre, el anfiteatro está diseñado para la realización de eventos culturales, musicales, teatrales, dancísticos, etc. gratuitos, normalmente financiados por la Municipalidad de San Pedro de la Paz.
El Anfiteatro San Pedro de la Paz es administrado por la Corporación Cultural de San Pedro de la Paz, que además desde el 2008 cuenta con un centro cultural techado, para eventos pagados y la realización de talleres artístico-culturales.

## Historia

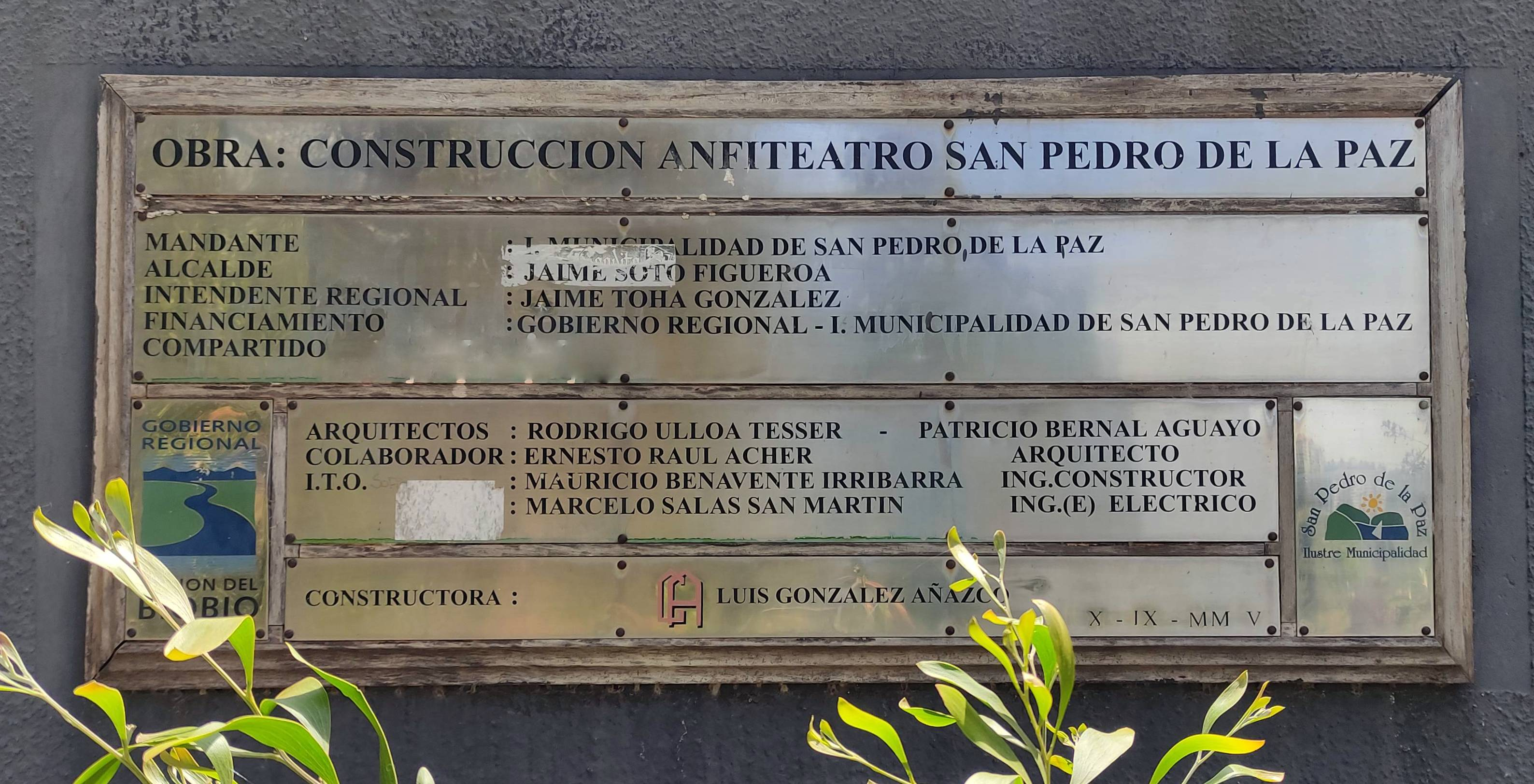
Placa del anfiteatro

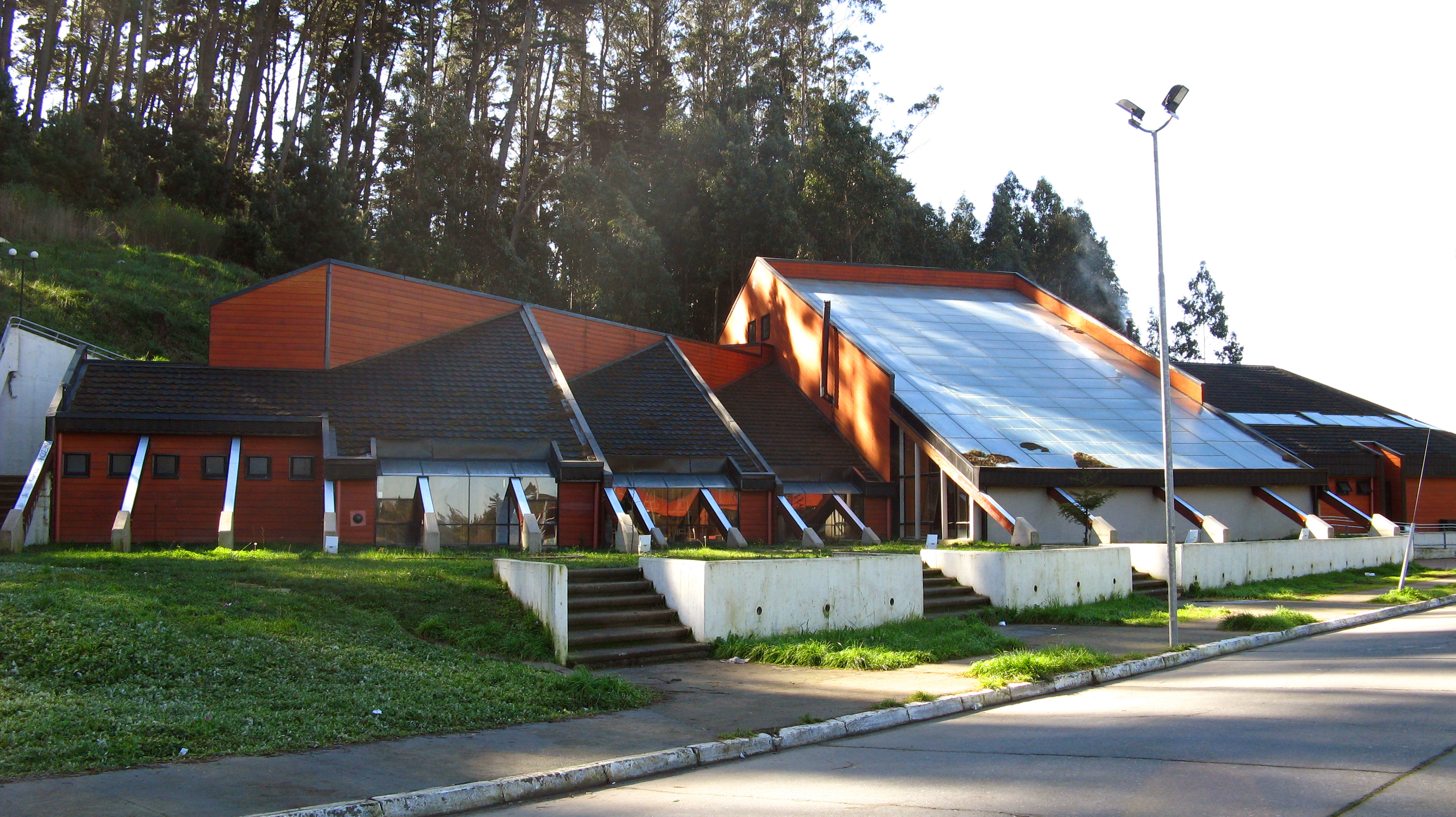
El Centro Cultural San Pedro de la Paz en 2012, a un costado del Anfiteatro y frente a la Laguna Grande.

Este anfiteatro se construyó a inicios de la década de 2000, por mandato de la Municipalidad de San Pedro de la Paz, al término del primer período del primer alcalde de la comuna, Jaime Soto, compartiendo el financiamiento de la obra junto al Gobierno Regional, liderado en ese entonces por el intendente Jaime Tohá. Una placa fecha su inauguración el 10 de septiembre de 2000.
Inicialmente carecía de butacas, y el público se sentaba simplemente en la ladera del cerro. En 2005, fue remodelado gracias a un proyecto millonario financiado por el Gobierno Regional, para instaurar 692 butacas. Posteriormente, el anfiteatro fue nuevamente reconfeccionado, consiguiendo una capacidad para todavía más espectadores.
En este anfiteatro han hecho presentaciones agrupaciones musicales reconocidas a nivel internacional, tales como Inti-Illimani, Illapu, Los Jaivas, Tito Fernández, Los Tres, Miguel Bosé, Jimi Jamison, Pedro Aznar, Amar Azul, Los Bunkers, Los Vásquez, Chico Trujillo, Tiro de Gracia, entre otras.